# Robert Livingston (actor)
Robert Livingston (9 de diciembre de 1904 – 7 de marzo de 1988) fue un actor cinematográfico estadounidense, intérprete en un total de 135 filmes entre 1921 y 1975.

## Biografía
Nacido en Quincy (Illinois), su verdadero nombre era Robert Edgar Randall, y a menudo utilizaba el nombre artístico de "Bob Livingston."
Fue el original "Stony Brooke" del serial de género western de serie B "The Three Mesquiteers, un papel que más adelante interpretaría John Wayne en ocho películas. También encarnó a El llanero solitario en un misterioso serial de 1939 dirigido por William Witney y coprotagonizado por Chief Thundercloud, la mayor parte del cual se considera perdido.
Robert Livingston falleció en Tarzana, California, a causa de un enfisema en 1988. Fue enterrado en el Cementerio Forest Lawn Memorial Park de Glendale, California.

## Filmografía seleccionada
- Brown of Harvard (1926)
- Special Delivery (1927)
- The Vigilantes Are Coming (1936)
- The Three Mesquiteers (1936)
- The Bold Caballero (1936) - Don Diego Vega/El Zorro
- Riders of the Whistling Skull (1937)
- Hit the Saddle (1937)
- The Lone Ranger Rides Again (1939) – papel del título
- Dakota (1945)
- The Feathered Serpent (1948)
- Blazing Stewardresses (1975).